# Вюаданс
Вюаданс (фр. Vuadens) — громада  в Швейцарії в кантоні Фрібур, округ Грюєр.

## Географія
Громада розташована на відстані близько 50 км на південний захід від Берна, 23 км на південний захід від Фрібура.
Вюаданс має площу 10,5 км², з яких на 10,2% дозволяється будівництво (житлове та будівництво доріг), 66,2% використовуються в сільськогосподарських цілях, 23,4% зайнято лісами, 0,2% не є продуктивними (річки, льодовики або гори).

## Демографія
2019 року в громаді мешкало 2435 осіб (+22,9% порівняно з 2010 роком), іноземців було 16,7%. Густота населення становила 233 осіб/км².
За віковим діапазоном населення розподілялося таким чином: 25,2% — особи молодші 20 років, 61,8% — особи у віці 20—64 років, 13% — особи у віці 65 років та старші. Було 974 помешкань (у середньому 2,5 особи в помешканні).
Із загальної кількості 1259 працюючих 73 було зайнятих в первинному секторі, 805 — в обробній промисловості, 381 — в галузі послуг.